# 大原女

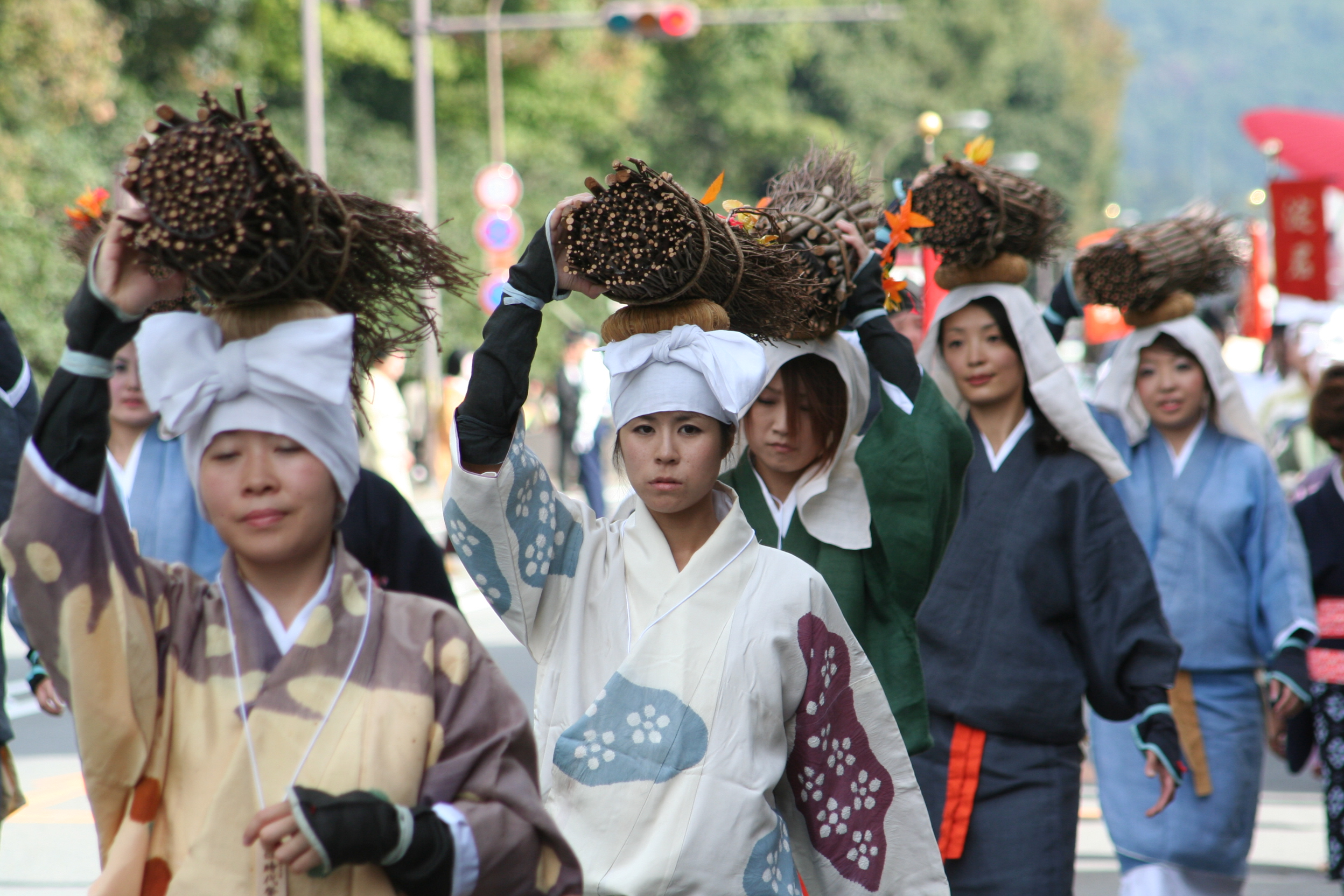
京都市時代祭で、大原女に扮した女性

大原女（おはらめ、おおはらめ）とは、山城国大原（京都府京都市左京区大原）の女子が薪を頭に載せて京の都で売ることをさす。行商たる販女（ひさめ）の一種。小原女とも。

## 概説
はじめ大原女は炭（木炭）を売っていた（『本朝無題詩』）。これは大原の地が炭の産地だったためである。しかし鎌倉時代以降、京近隣の炭の名産地は山城国小野里に移った。大原は薪で有名となり、大原女も薪や柴を売り歩くようになった。治承・寿永の乱（いわゆる源平の戦い）における壇ノ浦の戦いで生き残り、大原寂光院に隠棲した平徳子（建礼門院）に仕えた阿波内侍が山仕事をした時の衣装を模したという伝承がある。
その装束は、島田髷に手拭を被り、薪を頭上に載せ、鉄漿をつけ、紺の筒袖で白はばきを前で合わせ、二本鼻緒の草鞋を履いている。明治時代頃までの旧装束と、それ以降の新装束で違いがあり、手拭の色が藍色から白色に変わるなど変化が見られる。
京都の風物詩として著名で、『東北院職人尽歌合』や『七十一番職人歌合』など中世の職人歌合において記され、狂言・舞踏にも登場する。江戸時代にはや長沢蘆雪が美人画の題材とし、近代以降は土田麦僊、横山大観、冨田溪仙、堂本印象、小松均といった日本画家のほか、洋画家の浅井忠が画題とした。
昭和に入った頃から緩やかに減少し、1945年以降、急速に減少したとされる。京都市街に電灯や都市ガスが普及し、薪・柴の需要が減ったためである。現代は春の「大原女まつり」や「時代祭」の大原女行列といった観光資源として往時の姿を伝えている。

## 画像

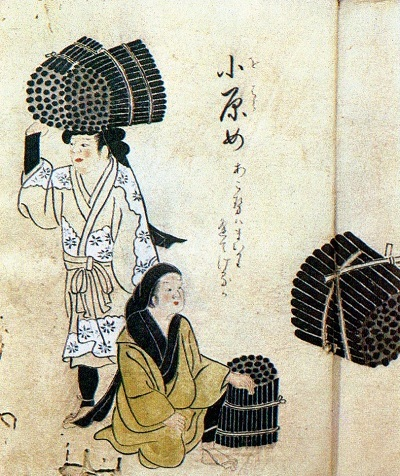
左側が大原女。『職人尽歌合』（しょくにんづくし うたあわせ）より
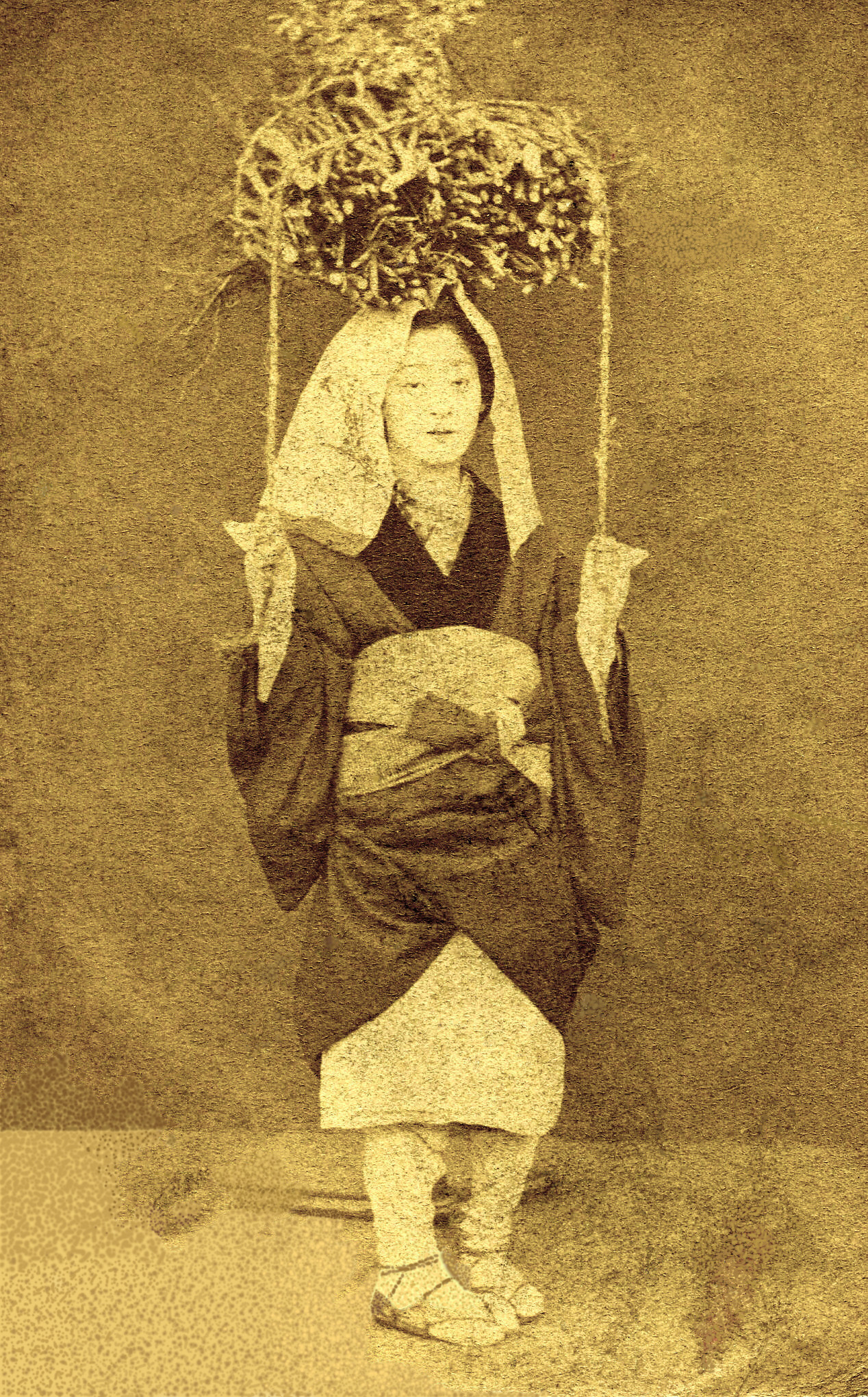
1870年頃
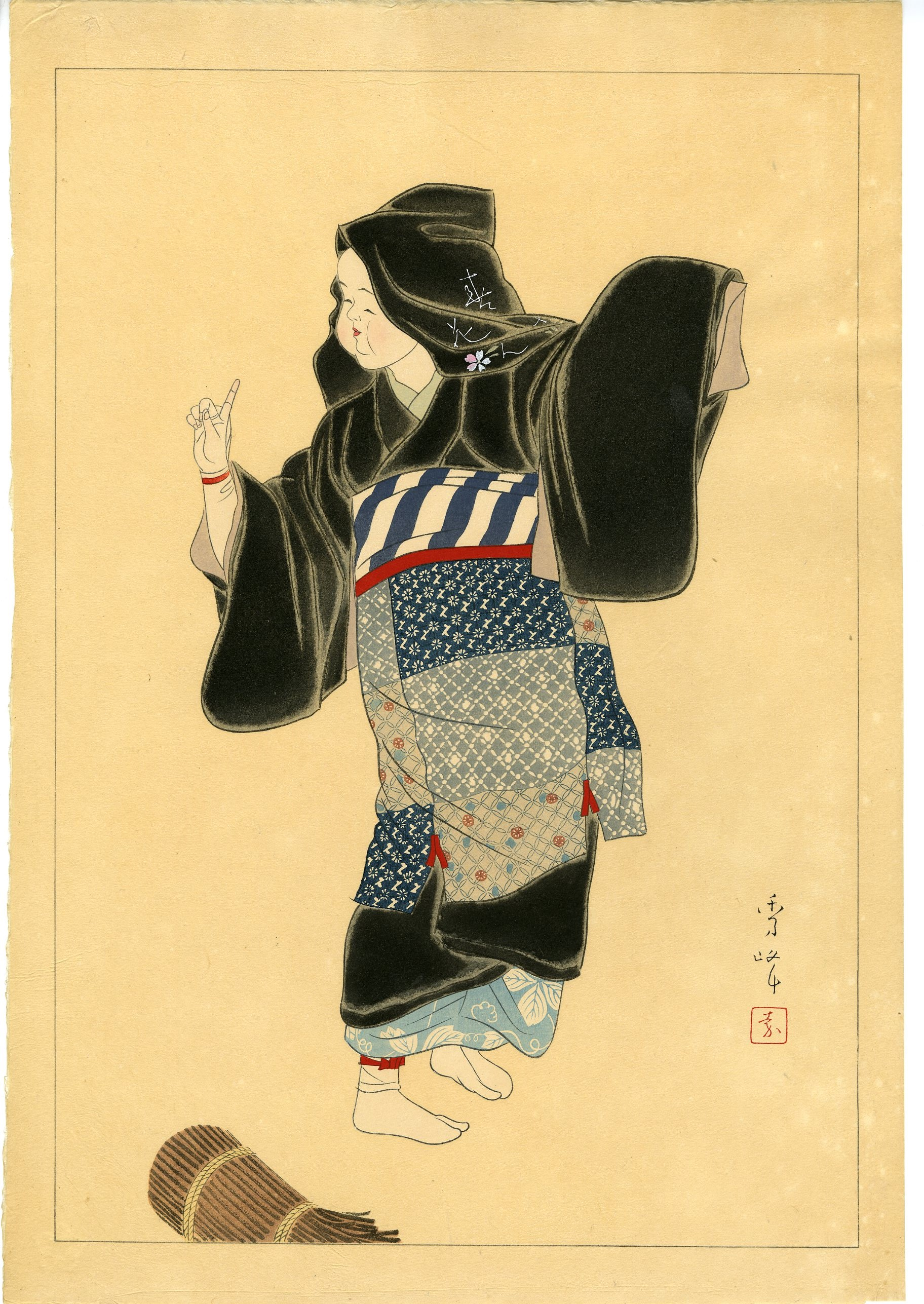
山川秀峰筆『木版をどり五十番』より『大原女』
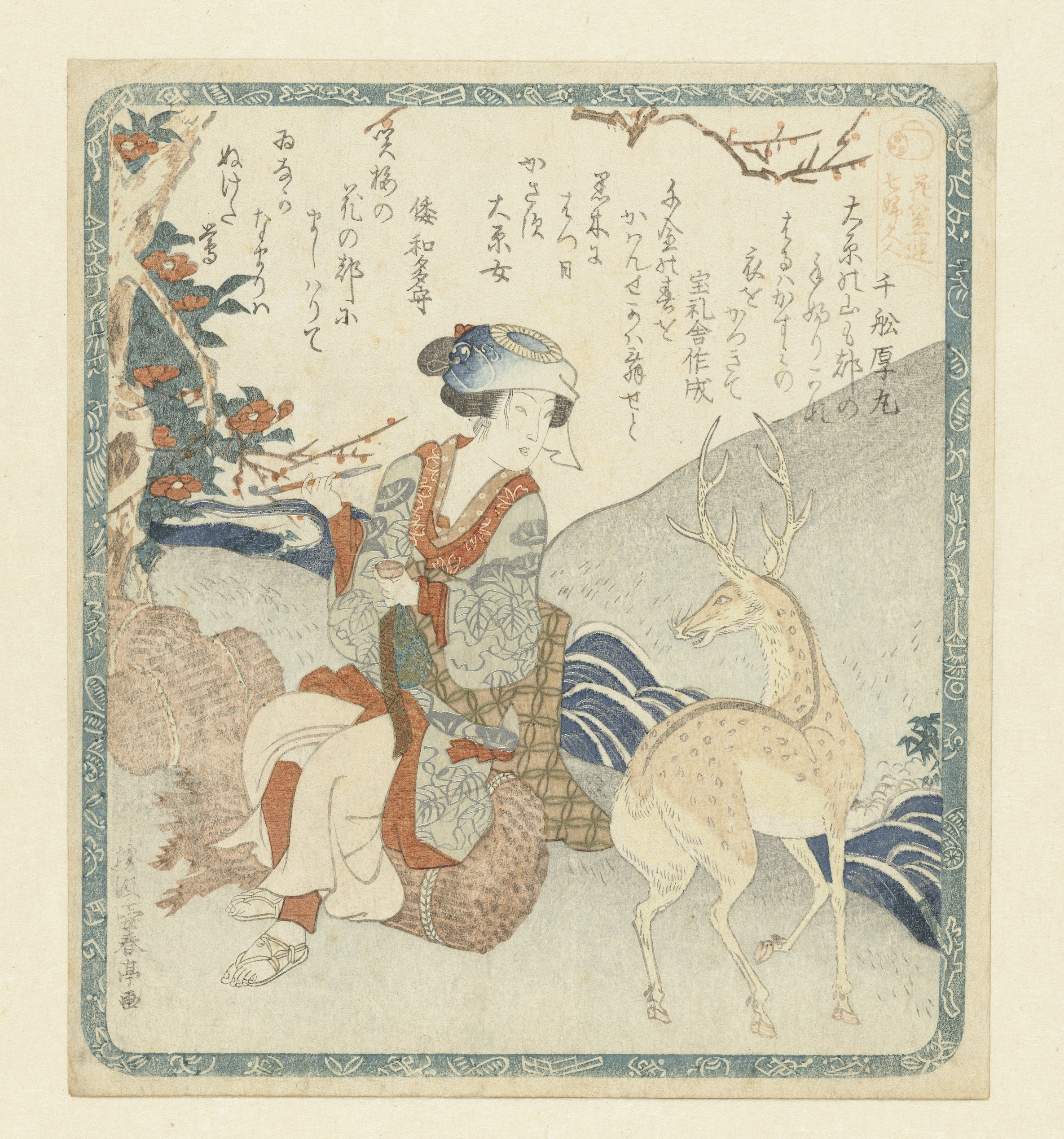
勝川春亭画「花笠連七婦久人」（7人の女性を七福神に見立てた連作）より。大原女と鹿